# مهدی رحیمی (بازیکن فوتبال)
مهدی رحیمی (زادهٔ ۱۲ اردیبهشت ۱۳۷۸) بازیکن فوتبال اهل ایران است که در پست مدافع میانی بازی می‌کند.
در تاریخ ۲۱ مهر ۱۳۹۶، وی نخستین دیدار رسمی خود در لیگ برتر را در مقابل سیاه جامگان انجام داد.

## افتخارات
باشگاهی
- لیگ برتر
- نایب قهرمانی در لیگ برتر فوتبال ایران ۹۸–۱۳۹۷ به همراه تیم سپاهان اصفهان